# Татулян Сергій Аршакович
Сергій Аршакович Татулян (* 1 березня 1956, Гагра, Грузія) — український футбольний функціонер, колишній футбольний суддя. Віце-президент Федерації футболу України. На його честь названо символічний «Клуб Сергія Татуляна» для арбітрів, котрі відсудили 100 і більше матчів чемпіонату України. Заслужений працівник фізичної культури та спорту (2004), член Виконкому та Президії ФФУ. Голова Асоціації футбольних арбітрів України.

## Життєпис
У 1978 році закінчив Київський державний інститут фізичної культури за фахом «тренер-викладач». Делегат УЄФА, арбітр ФІФА. Триразовий володар «Золотого свистка» — 1995, 1997, 1999 роки. Відсудив 442 матчів, з них 62 — міжнародні.
11 років працював начальником та тренером команд майстрів СК (Київ), «Авангард» (Рівне), «Кривбас» (Кривий Ріг), «Гурія» (Ланчхуті). Протягом 4-х років керував Комітетом арбітрів ФФУ. 
Нагороджений медаллю «За трудовое отличие» у 1987 році, грамотою «За активний розвиток футболу в Україні» — 2002 рок, орденом «За заслуги» ІІІ ступеня.
Одружений, має доньку.